# Matt- och konsthantverksmuseet i Kairouan
Matt- och konsthantverksmuseet i Kairouan (franska: Musée du tapis et artisanat) är ett museum i Kairouan i Tunisien.
Museet ligger söder om gamla staden i Kairouan.
Museet visar ett hundratal mattor från Kairouan, som är centrum för mattvävning i Tunisien. En del av mattorna är från 1700- och 1800-talen. Det har också en samling av utensilier av koppar och andra tunisiska hantverksobjekt. 

## Bildgalleri

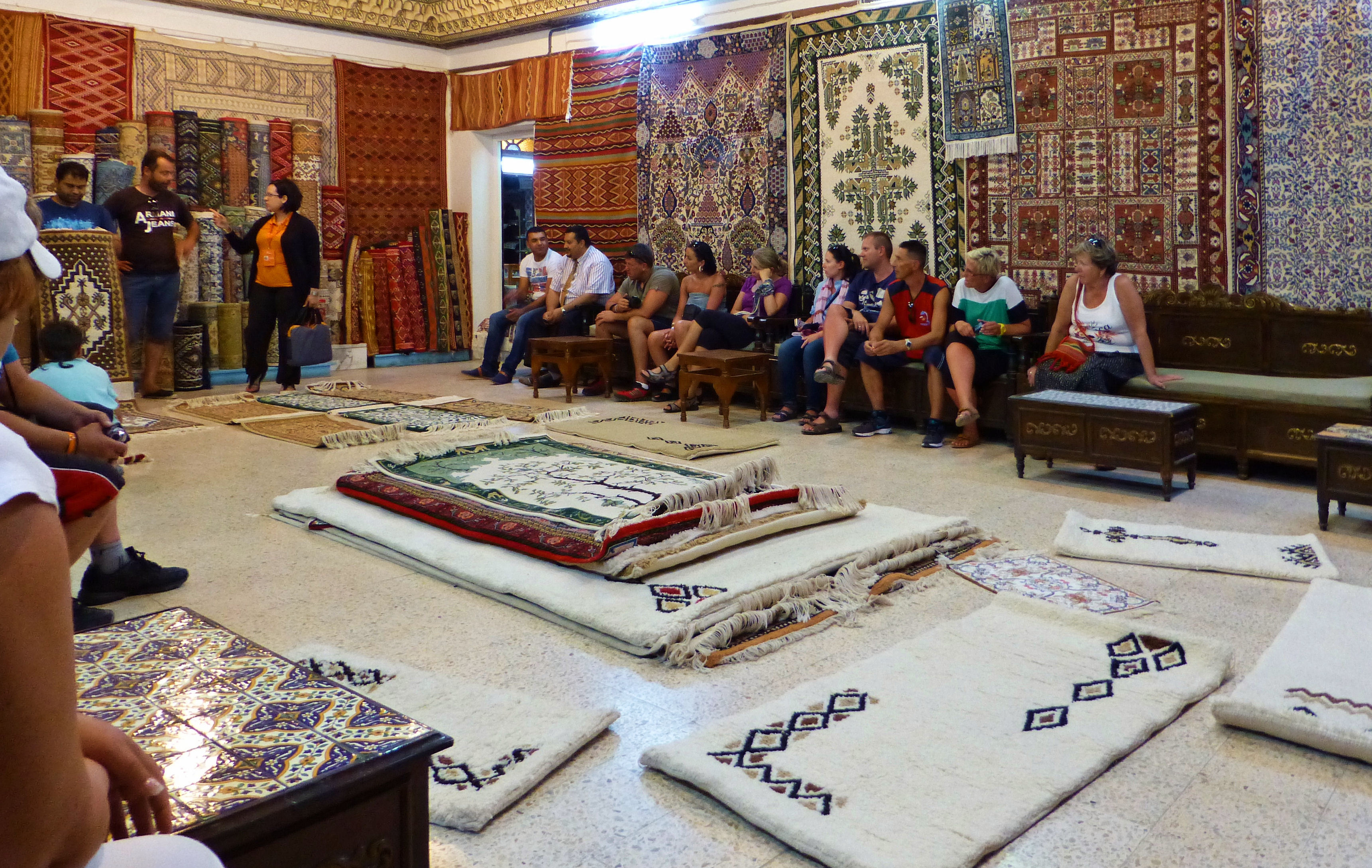
Mattförevisning
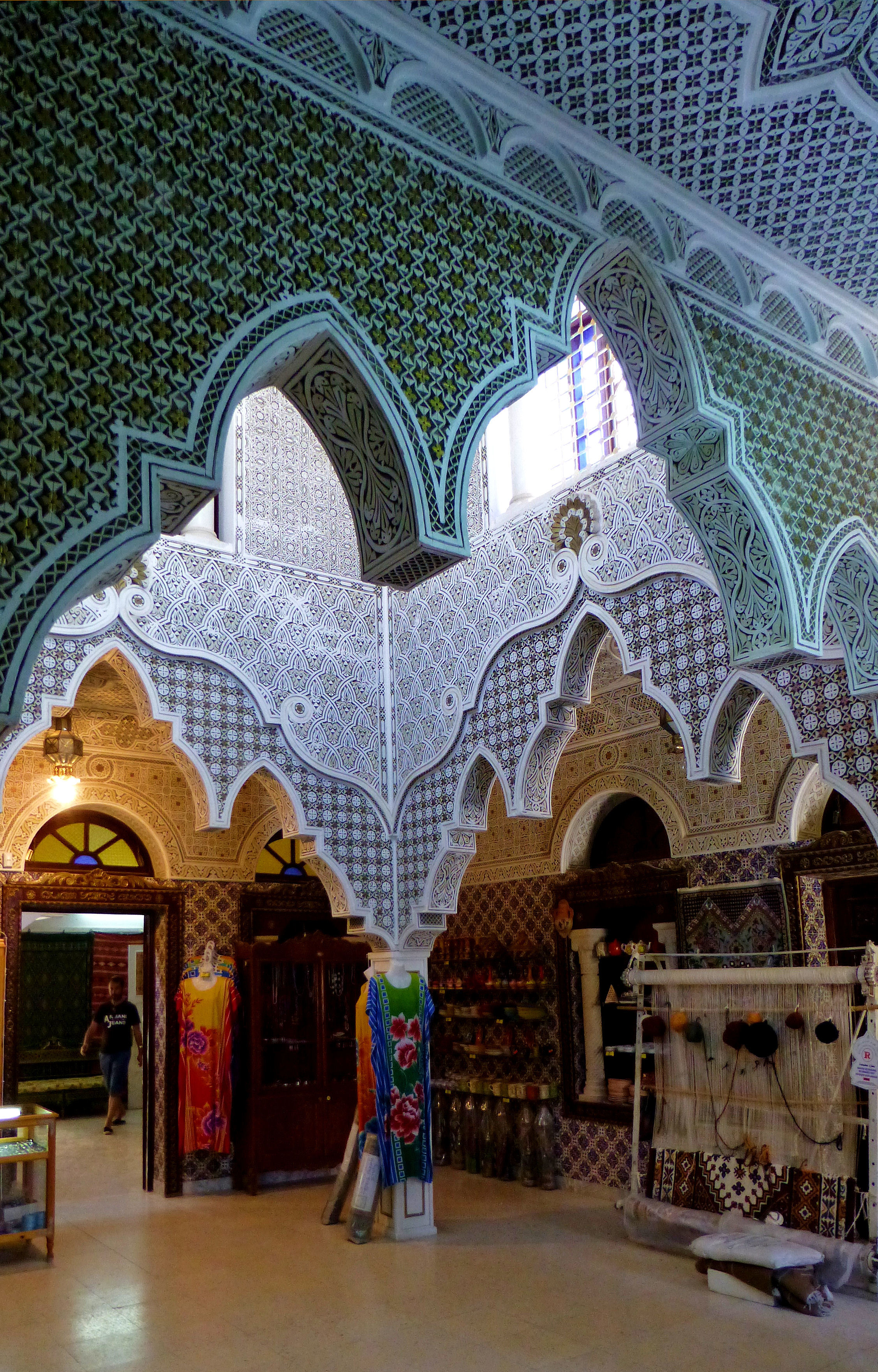
Interiör av museet
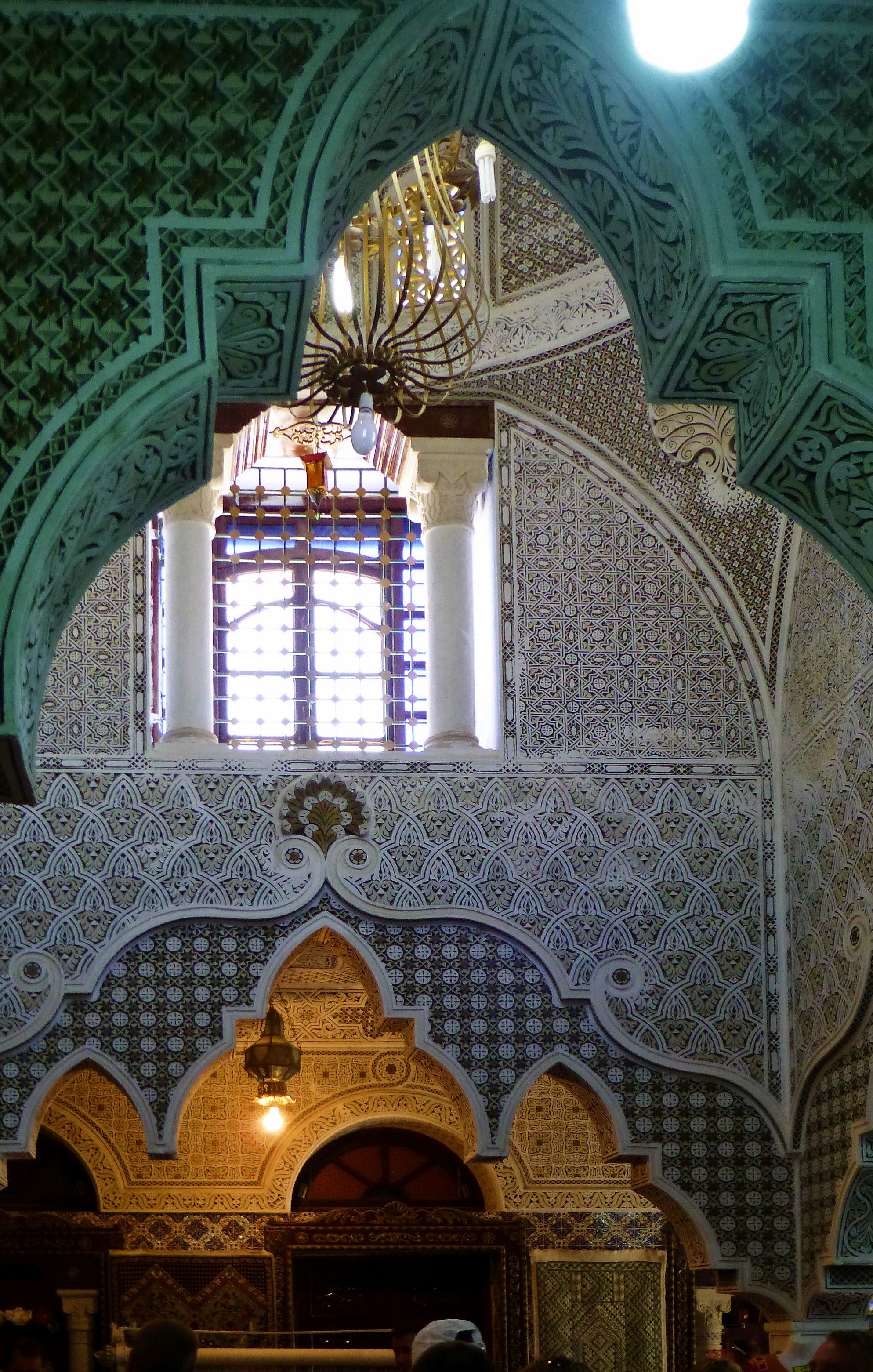
Interiör av museet